# Варковичі
Ва́рковичі — село в Україні, центр Варковицької сільської громади Дубенського району Рівненської області. Раніше — центр Варковицької сільської ради. Населення становить 2122 осіб.

## Географія
Селом тече річка Розинка.

## Історія

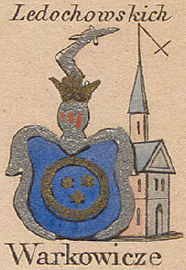
Варковичі на мапі Зигмунда Герстмана

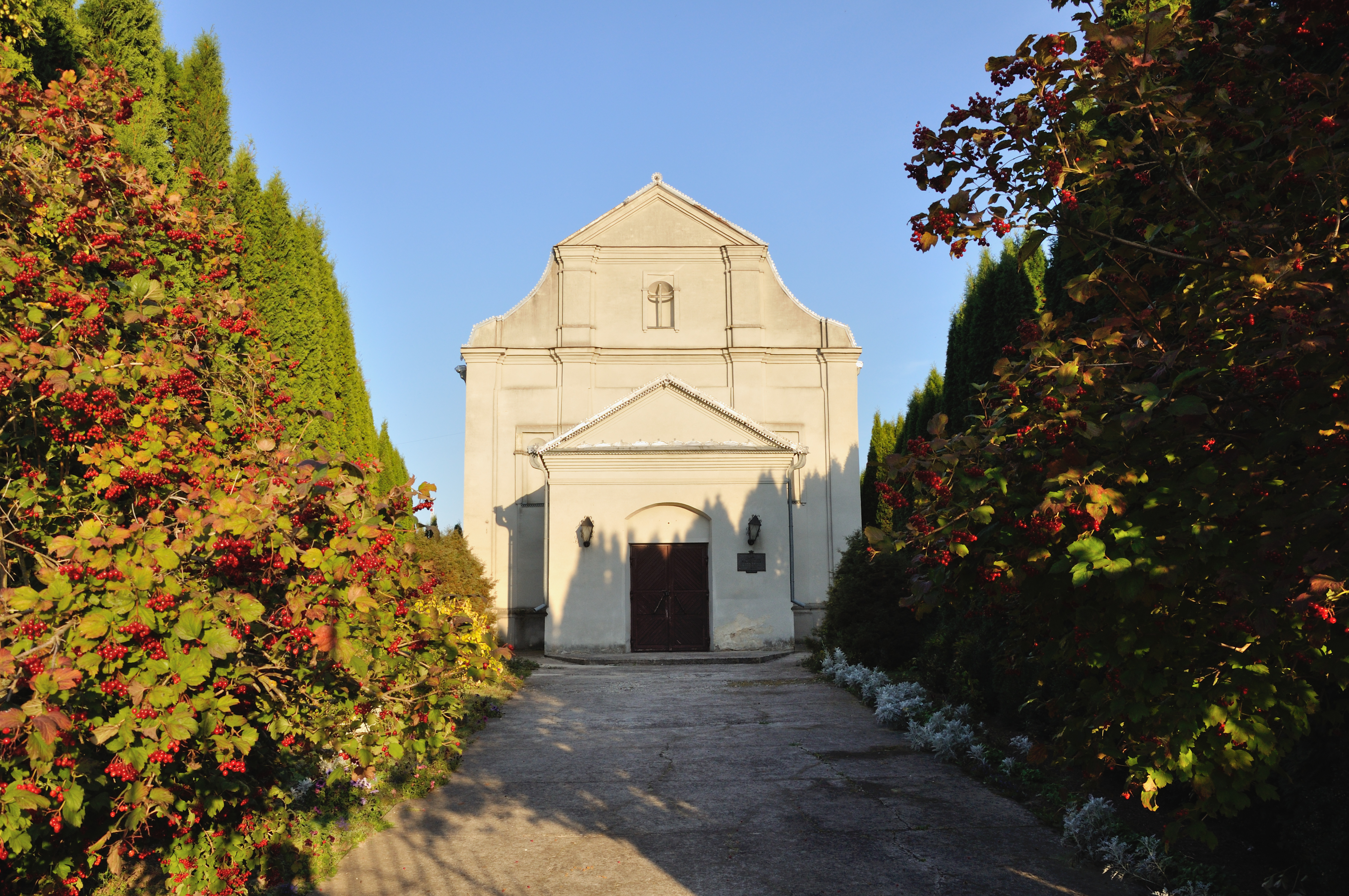
Колишній костел монастиря бернардинів (мур.), с. Варковичі, 1.jpg

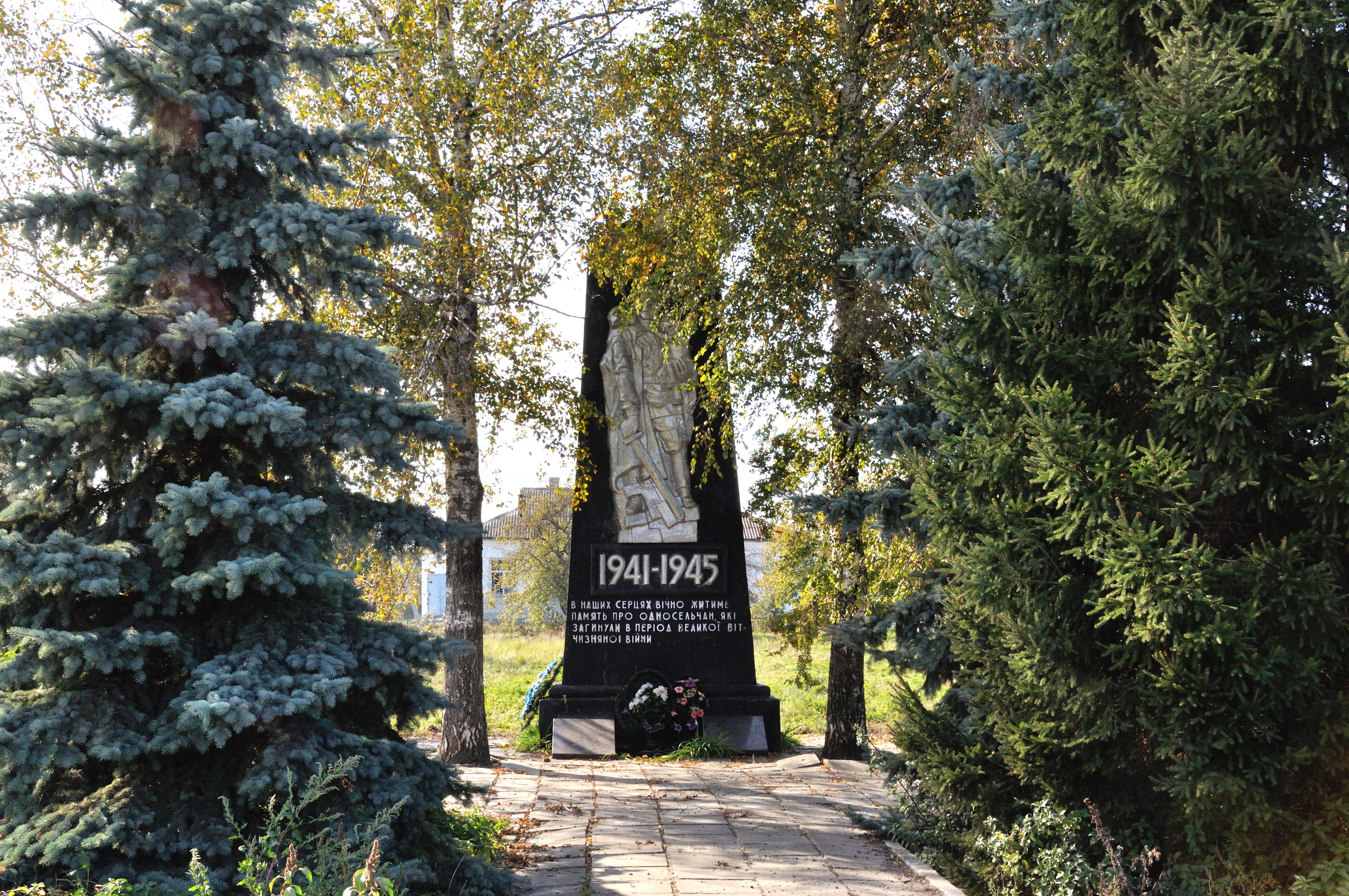
Пам'ятник воїнам-односельчанам і жертвам УБН, с. Варковичі,.jpg

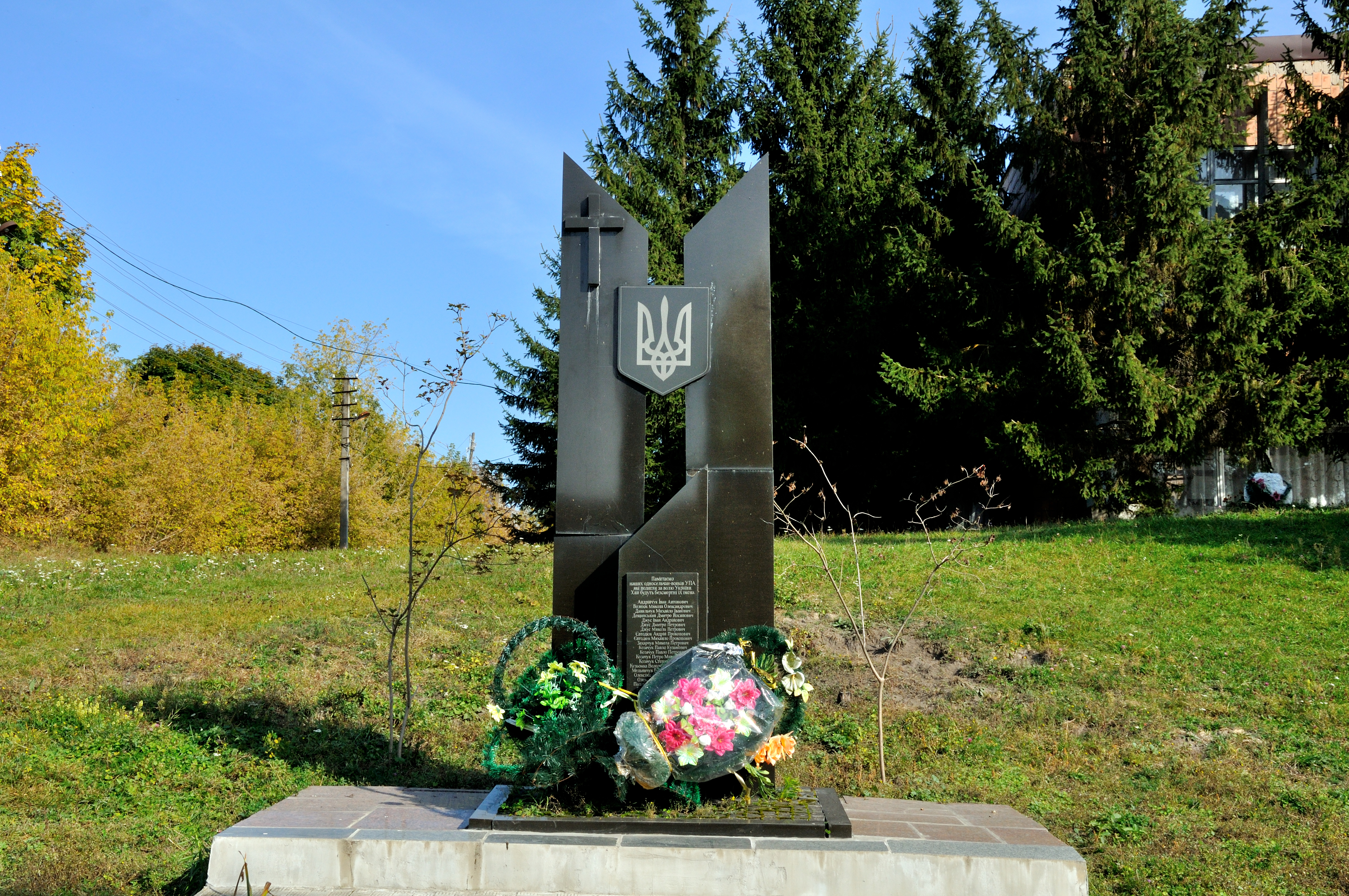
Пам'ятний знак на честь воїнів УПА, с. Варковичі,.jpg

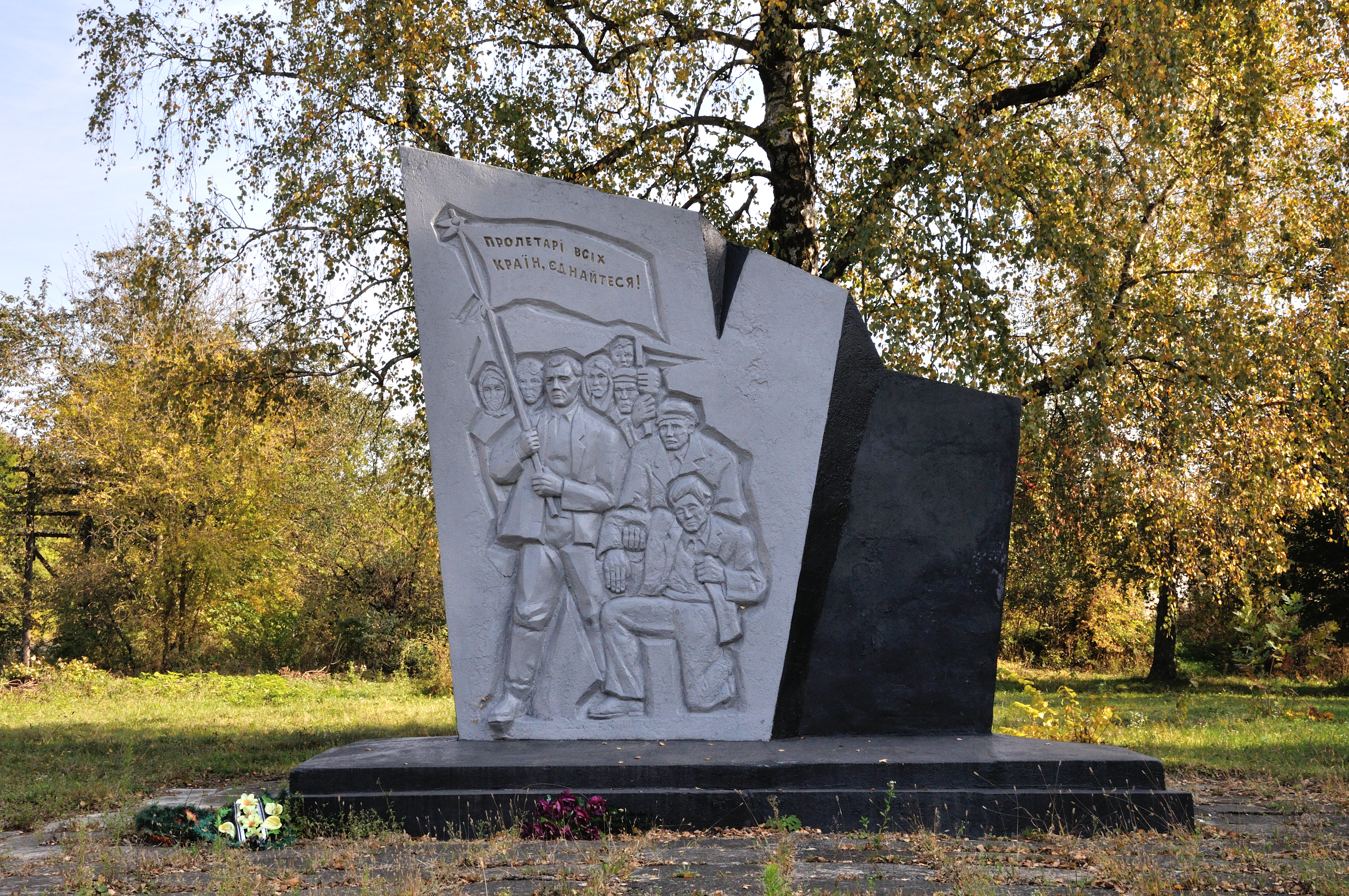
Стела на честь Першотравневої демонстрації 1935 р., с. Варковичі,.jpg (У 2016 році, задля виконання закону було демонтовано напис «Пролетарії всіх країн, єднайтесь!»).

Згідно з ревізією Луцького замку 1545 року село належало Федору Мишці з Варкович, який був зобов'язаний утримувати дві городині в луцькому замку, а «сам від себе» ще одну. Згадується також у 1565 році в скарзі Мишки на самоуправство урядовців князя Острозького і в 1563 році в скарзі зем'янки Марини Лабунської.
Згідно з поборовим реєстром Луцького повіту Михайло Мишка Варковицький, староста міський, від своїх маєтків Борович і Варкович вносить з 74 служебників, 27 підслужків, 23 город., 7 ремісників, 1 рибалки, 2 корчм, 4 млинських коліс і 1 колеса сільського.
В 1583 році село було власністю Ледуховських, а пізніше Млодзецьких, від котрих по 1831 році перейшло до «скарбу». В 1725 році село належало ще до того ж Михайла Мишки. У 18 столітті був там відділ банку Антонія «Прота» Потоцького. Велика власність після повстання 1831 року 3000 десятин перейшла до Сабурових.
У 1906 році село Варковицької волості Дубенського повіту Волинської губернії. Відстань від повітового міста 18 верст. Дворів 245, мешканців 1537.
Згідно з переписом 1911 року в маєтку Варковичі було: 2053 жителів, волосне управління, міщанська управа, пошта і телеграф, однокласова школа, шпиталь, аптека, ґуральня (річна продукція — 15625 відер спирту), горілчана крамниця, 12 крамниць, газо-моторовий млин і щомісячні ярмарки.
7 (20) листопада 1917 року, відповідно до Третього Універсалу Української Центральної Ради, увійшло до складу Української Народної Республіки.
У 1929 р. на містечко Варковичі поширені правила міської забудови.
7 жовтня 1942 р. в селі Варковичі відбувся масовий розстріл населення. Всього під час Другої світової війни у варковицькому гетто вбито 2495 мирних жителів.
12 червня 2020 року, відповідно до розпорядження Кабінету Міністрів України № 722-р від «Про визначення адміністративних центрів та затвердження територій територіальних громад Рівненської області», увійшло до складу Варковицької сільської громади.
19 липня 2020 року, в результаті адміністративно-територіальної реформи та ліквідації  Дубенського (1939—2020) району, село увійшло до складу новоутвореного Дубенського району.

## Населення

### Мова
Розподіл населення за рідною мовою за даними перепису 2001 року:
| Мова       | Кількість | Відсоток |
| ---------- | --------- | -------- |
| українська | 1748      | 99.26%   |
| російська  | 12        | 0.68%    |
| білоруська | 1         | 0.06%    |
| Усього     | 1761      | 100%     |

## Пам'ятки
У 1729 році власник села Якуб Ледуховський заснував у Варковичах монастир о.о. Бернардинів з церквою на честь св. Франциска. Закінчила будівництво його дружина Маріанна з Сашевських. Костьол був освячений у 1737 році. Тепер-православна церква, будівля зазнала перебудов. Будівлі монастиря розібрані після 1863 р.
Також у Варковичах існував палац, перебудований з старовинного замку XVI ст. Поступово палац занепав і після 1914 року був остаточно зруйнований.

## Відомі люди
У селі народився український природознавець, письменник, поляк за походженням Анджейовський Антон Лукіянович.
- Янковський Станіслав Іванович (1889 — ?) — український актор-аматор та громадський діяч у Владивостоці та в Китаю

Учасники Другої світової війни [Архівовано 28 липня 2020 у Wayback Machine.]
- Джус Степан Микитович народився 7 березня 1920 року в с. Варковичі. У 1942 році призваний на фронт. Був у складі І Білоруського фронту 5-ї ударної армії. Після війни 37 років працював на посаді вчителя-класовода у Варковицькій середній школі. За бойові заслуги був нагороджений медалями «За відвагу», «За взяття Варшави», «За взяття Берліна», «За Перемогу над Німеччиною», « Ветеран праці», орденом Червоної Зірки. За працю нагороджений похвальною грамотою МОУРСР та значком «Відмінник народної освіти», медаллю «Ветеран праці».
- Денисенко Трохим Йосипович народився у 1924 році в с. Денисівка, Полтавської області. До початку війни жив в м. Донецьк, звідти пішов на фронт. Перший бій прийняв на Дніпрі. Визволяв міста Каховку, Сарни, Глінськ, Ковель, Калінінград. Воював на території Польщі, Німеччини. Закінчив війну в Берліні. За бойові заслуги був нагороджений орденом Червоної Зірки, медалями за визволення Калінграда, Варшави, Берліна. В 1948 році був направлений на роботу в Рівненську область с. Варковичі.
- Лущан Петро Якович народився у 1918 році в с. Гцепінівка Запорізької області. Школу закінчив у 1937 році. Цього ж року поступив у Мелітопільський інститут сільського господарства. Закінчивши його вступає в Ашхабадський інститут ім. Калініна, який закінчив у 1942 році і відразу пішов на війну. Служив у 8-й гвардійській повітрянодесантній стрілецькій дивізії. Визволяв Бєлгород, Харків, Кіровоград, Кишинів, Сахачев, Скерневище і Лович. У 1945 році дивізія розгромила німецькі війська, які були в Варшаві, а 17 січня цього ж року одержав нагороду за визволення міста. Крім цього він визволяв ще 17 міст. За бойові заслуги був нагороджений медалями «За відвагу», «За взяття Берліна».
- Мельничук Володимир Петрович народився 5 січня 1922 року в с. Варковичі. В 1935 році закінчив 6 класів у рідному селі. 7 березня 1944 року пішов на війну. Служив у протитанковій артилерії. Під час бою, 13 жовтня 1944 року, за місто Новогрудек на річці Нарві був контужений. З боями пройшов Польщу і Східну Прусію. Найбільше залишився в пам'яті бій у Прусії з німецькими танками 23 лютого 1945 року. Брав участь у боях за Прусію, фортецю Кенігсберг. За бойові заслуги був нагороджений медалями «За взяття Кенігсберга», «За відвагу», «За Перемогу над Німеччиною». Після війни працював завторгом в Варковичах.
- Ботенко Олександр Михайлович народився в с. Людавка Вінницької області. У 1940 році почалася війна у Фінляндії. У 21 рік пішов на ту війну, яку розпочав СРСР проти Фінляндії. Так почалася його військова дорога. Після визволення Фінляндії став на захист Батьківщини. За бойові заслуги був нагороджений медалями «За взяття Кенігсберга», «За відвагу», орден Червоної Зірки. Армія, у якій служив Олександр Михайлович перша входила в місто Кенігсберг і визволяла його.